# Javoor, Navalgund
Javoor là một làng thuộc tehsil Navalgund, huyện Dharwad, bang Karnataka, Ấn Độ.